# Monkey Island 2: LeChuck's Revenge
Monkey Island 2: LeChuck's Revenge es una aventura gráfica realizada por LucasArts y publicada en diciembre de 1991, aunque la versión española lo hizo en abril de 1992, que fue realizada con el mismo motor que The Secret of Monkey Island, y fue distribuida originalmente en disquetes, con gráficos VGA para luego ser distribuida por separado y más tarde junto con la primera parte, en CD-ROM. El juego tiene un inesperado final, del que se ha dicho que es el más desconcertante de la historia de los videojuegos.
En esta segunda parte, aparecerá un Guybrush Threepwood rico que se lanza a la búsqueda de nuevas aventuras. Sin embargo pronto será despojado de su dinero por Largo LaGrande, un matón que aterroriza la isla. Deberá hallar el mítico tesoro del Big Whoop, y recuperar de paso el amor de Elaine Marley, volviéndose a enfrentar al pirata zombi LeChuck.
En 1998 salió en España un pack que incluía los dos primeros juegos de la saga. Dicho pack incluía versiones de The Secret Of Monkey Island y Monkey Island 2: LeChuck's Revenge que funcionaban en Windows 9x.
El 4 de abril de 2022, se anunció una secuela de Monkey Island 2, Return to Monkey Island, Donde se transcurre después del segundo juego a cargo de Ron Gilbert.

## Argumento
El juego comienza con Guybrush colgando de una soga y con un cofre en la otra mano, entonces aparece en escena Elaine y el joven pirata comienza a contar la historia de como llegó hasta esa situación mientras buscaba un nuevo tesoro; el Big Whoop.
Esta vez la acción se desarrolla inicialmente en la conocida como isla Scabb (una anarquía pirata en medio del Caribe), donde Guybrush deberá enfrentarse a Largo LaGrande, mano derecha de LeChuck, quien trata de revivir al pirata en forma de zombi.
En su búsqueda del misterioso Big Whoop, Guybrush no tardará en recorrer otras islas de la zona, Phatt Island gobernada por un "gran" Gobernador, y también Booty Island donde siempre es Mardi Gras desde que gobierna la querida Elaine Marley. Entre las tres islas nuestro protagonista deberá encontrar los cuatro pedazos del mapa que le llevarán al tesoro Big Whoop. Pero finalmente LeChuck es resucitado gracias a su secuaz Largo LaGrande y acaba por secuestrar a Wally, el único cartógrafo capaz de descifrar la ubicación de la isla donde se encuentra el misterioso tesoro. 
Gracias a la ayuda de la hechicera Vudú, Guybrush consigue llegar a la fortaleza del pirata zombi LeChuck para rescatar a Wally. Sin embargo termina junto al cartógrafo presos en una máquina de tortura. Después de jugar a escupir, logra hacer explotar la fortaleza y alcanza la isla del tesoro. Allí se reencuentra con un viejo conocido, el ermitaño Herman Toothrot, pero también descubrirá que le espera una sorpresa peor de lo que imaginaba.
Tras adentrarse en la isla finalmente logra hallar la gran X que marca el lugar donde se encuentra el tesoro... cuando logra alcanzar el cofre el suelo cede y queda suspendido de la cuerda durante varios días hasta que Elaine aparece para rescatarle. Pero en ese momento la cuerda falla y Guybrush termina en lo que parecen las instalaciones subterráneas de algún tipo de almacén donde se enfrentará cara a cara con el terrible pirata zombi LeChuck, quien le perseguirá tratando de teletransportarlo a una infernal dimensión de dolor gracias a un muñeco vudú fabricado para ello. Por fortuna para Guybrush, el muñeco parece estar defectuoso y lo único que consigue LeChuck es teletransportarlo a la habitación de al lado. Esto dará una oportunidad a nuestro protagonista para fabricar su propio muñeco contra LeChuck y poder así derrotarlo. Pero entonces Guybrush tendrá una revelación... LeChuck es en realidad su hermano!
La escena final termina con Guybrush y su hermano "Chucky" (ambos convertidos en niños) saliendo de lo que parece ser una atracción de piratas de un parque temático mientras les llaman sus padres. Aparentemente todo ha sido un sueño fruto de la imaginación de un par de pequeños hermanos. Sin embargo al alejarse de la escena, el pequeño "Chucky" mira hacia el jugador con una siniestra mirada. Al momento aparece de nuevo en escena la Gobernadora Marley mirando la "X" excavada en el terreno por donde Guybrush cayó, entonces ella se pregunta "¿Por qué estará tardando tanto Guybrush? Espero que LeChuck no le haya hecho un HECHIZO". 
No está claro lo que sucede en el lapso de tiempo entre esta entrega y la siguiente (The Curse of Monkey Island). Al comienzo de la tercera parte se puede ver a Guybrush en mitad del océano flotando sobre un auto de choque, una atracción muy típica en ferias y parques.
Para mucha gente este juego da por concluida la 'verdadera' saga ya que así se ha manifestado su principal creador (Ron Gilbert). Sin embargo en sucesivas entregas la historia continúa, aunque no lo hace a mano de sus ideólogos (Ron Gilbert, Tim Schafer y Dave Grossman). Una cosa está clara, de momento nos quedamos sin saber el verdadero secreto del Big Whoop.